# Сент-Обен, Огюстен
Огюстен (Августин) де Сент-Обен (фр. Augustin de Saint-Aubin; 3 января 1736, Париж — 9 ноября 1807, Париж) — французский рисовальщик и гравёр, мастер офорта. Он создал более тысячи двухсот офортов: книжных иллюстраций, виньеток, арабесок переходного стиля от рококо к неоклассицизму, или стилю Людовика XVI.

## Биография
Огюстен происходил из семьи художников, он был сыном Габриеля-Жермена де Сент-Обена (1696—1756), вышивальщика короля Людовика XV, и Анны Буассе, также королевской вышивальщицы. Его братья, Габриель-Жак, Шарль-Жермен и Луи-Мишель де Сент-Обен, также были известными художниками, как и другие члены этой большой семьи: Катрин-Луиза, Луи-Мишель, Афанасий и Агата. Его племянница, Мария-Франсуаза, дочь Шарля-Жермена, тоже была художницей. Все они известны по сборнику гравюр «Книга Сент-Обен» (фр. le Livre des Saint-Aubin), хранящемуся в парижском Лувре.
Огюстен де Сент-Обен обучался у гравёров Этьена Фессара, Николя-Анри Тардьё и Лорана Кара. С 1755 года самостоятельно занимался гравированием, создал множество иллюстраций для «Музыкального журнала» (фр. Journal de musique) М. де Лагарда, ряд афиш для театральных представлений, каталогов продаж, книг и даже оформление кабинета естественной истории герцога де Шеврёза. Он брал много коммерческих заказов на разработку экслибрисов, фронтисписов и обложек книг, приглашений, карточек торговцев, а также иллюстрировал книги, например «Декамерон» Джованни Боккаччо. Огюстен сделал множество оригинальных рисунков на тему моды, стиля и светской жизни особенно преуспел в портретной гравюре, поскольку в совершенстве владел карандашной манерой, передающей полутона живописных оригиналов, по которым часто работал.
25 мая 1771 года он был номинирован в Королевскую академию живописи и скульптуры в Париже, но так и не был принят в академики, поскольку не предоставил ни одного из необходимых документов.
В 1776 году Огюстен де Сент-Обен был назначен официальным гравёром Королевской библиотеки (фр. Bibliothèque Royale). Вместе с Ш.-Н. Кошеном Младшим работал над гравированием заставок и концовок к изданию коллекции старинных драгоценных гемм Луи-Филиппа Орлеанского с портретом герцога на фронтисписе: «Описание резных камней из коллекции герцога Орлеанского…» (фр. Description des principales pierres gravées du cabinet de… duc d’Orléans) в 2-х томах (1770—1784).
По согласованию с Национальным собранием в апреле 1790 года ему было поручено изготовление эскизов для новых французских ассигнаций достоинством 200, 300 и 1000 ливров. Каталог Эммануэля Боше 1879 года содержит более 1300 работ Огюстена, но главным образом его помнят за гравированные портреты выдающихся людей того времени.
Огюстен был женат на Луизе-Николь Годо. При жизни Огюстен де Сент-Обен считался самым успешным из его братьев и сестёр, но в наше время о нём знают немногие.

## Галерея

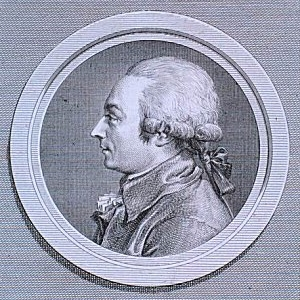
Портрет живописца Пьера-Анри де Валенсьена. 1788. Офорт
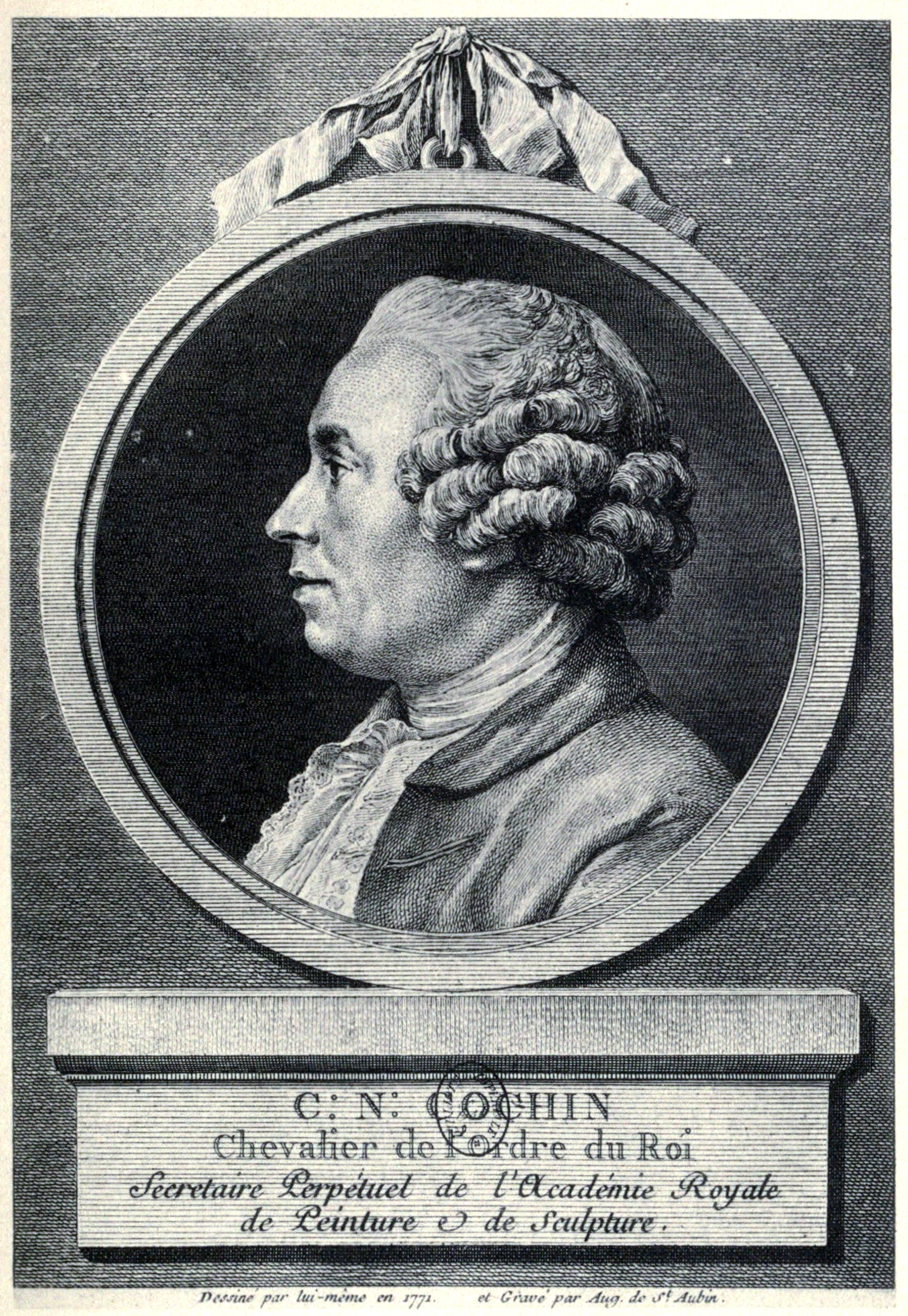
Портрет Ш.-Н. Кошена. 1771. Офорт
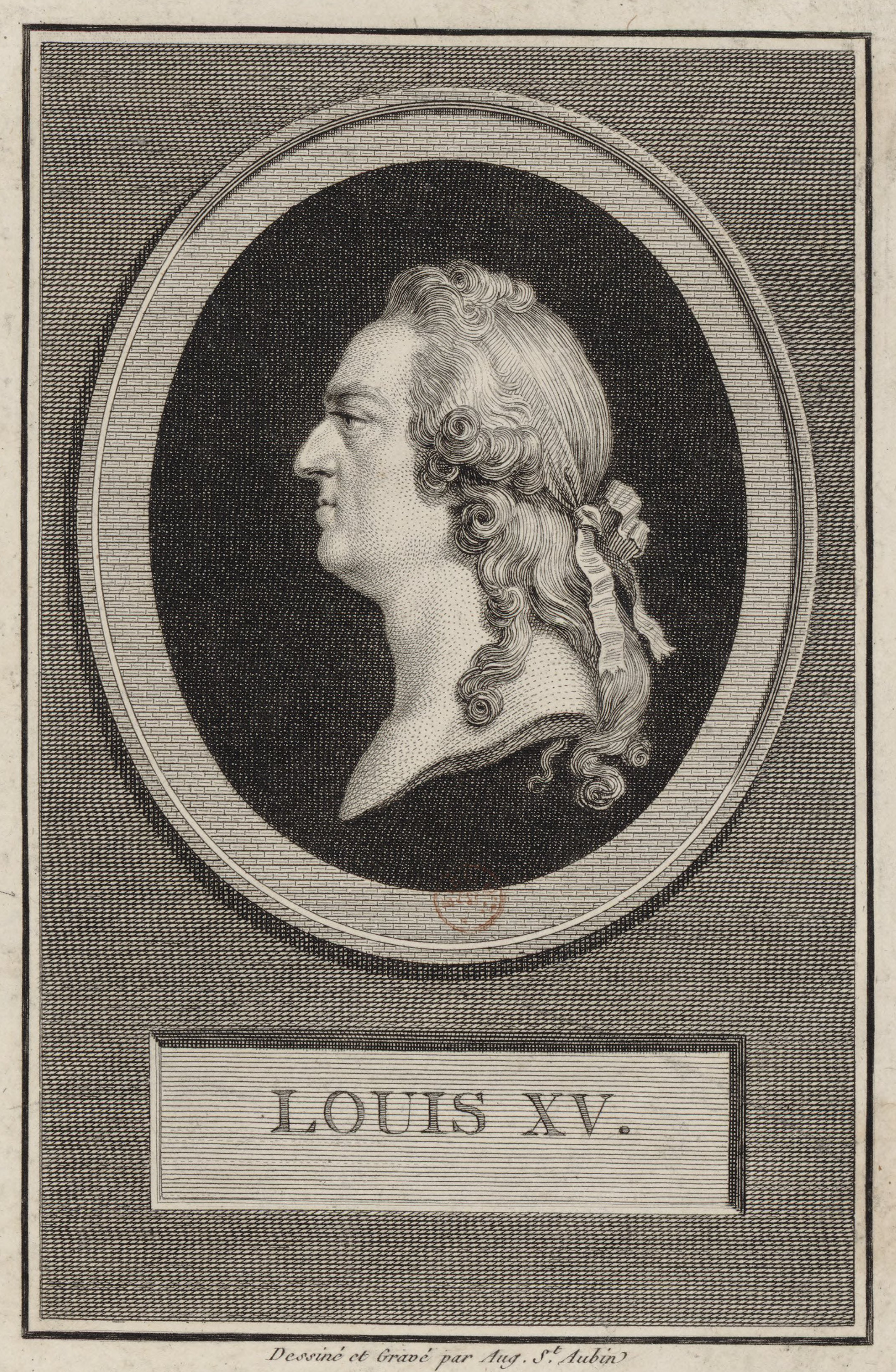
Портрет короля Людовика XV. Ок. 1770. Офорт
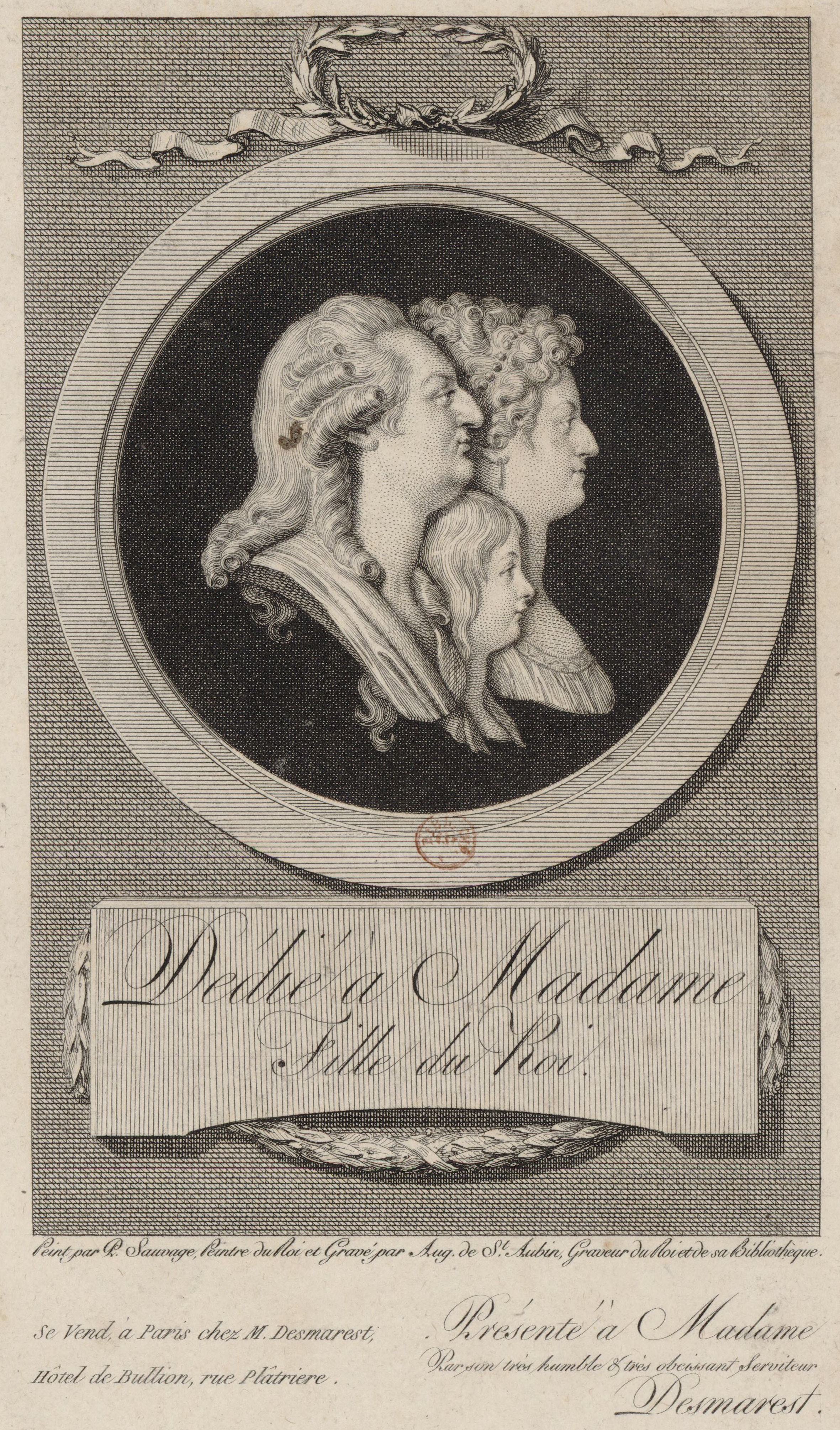
Королевское семейство: Людовик XVI, Мария-Антуанетта и их сын Людовик XVII. Ок. 1790. Офорт
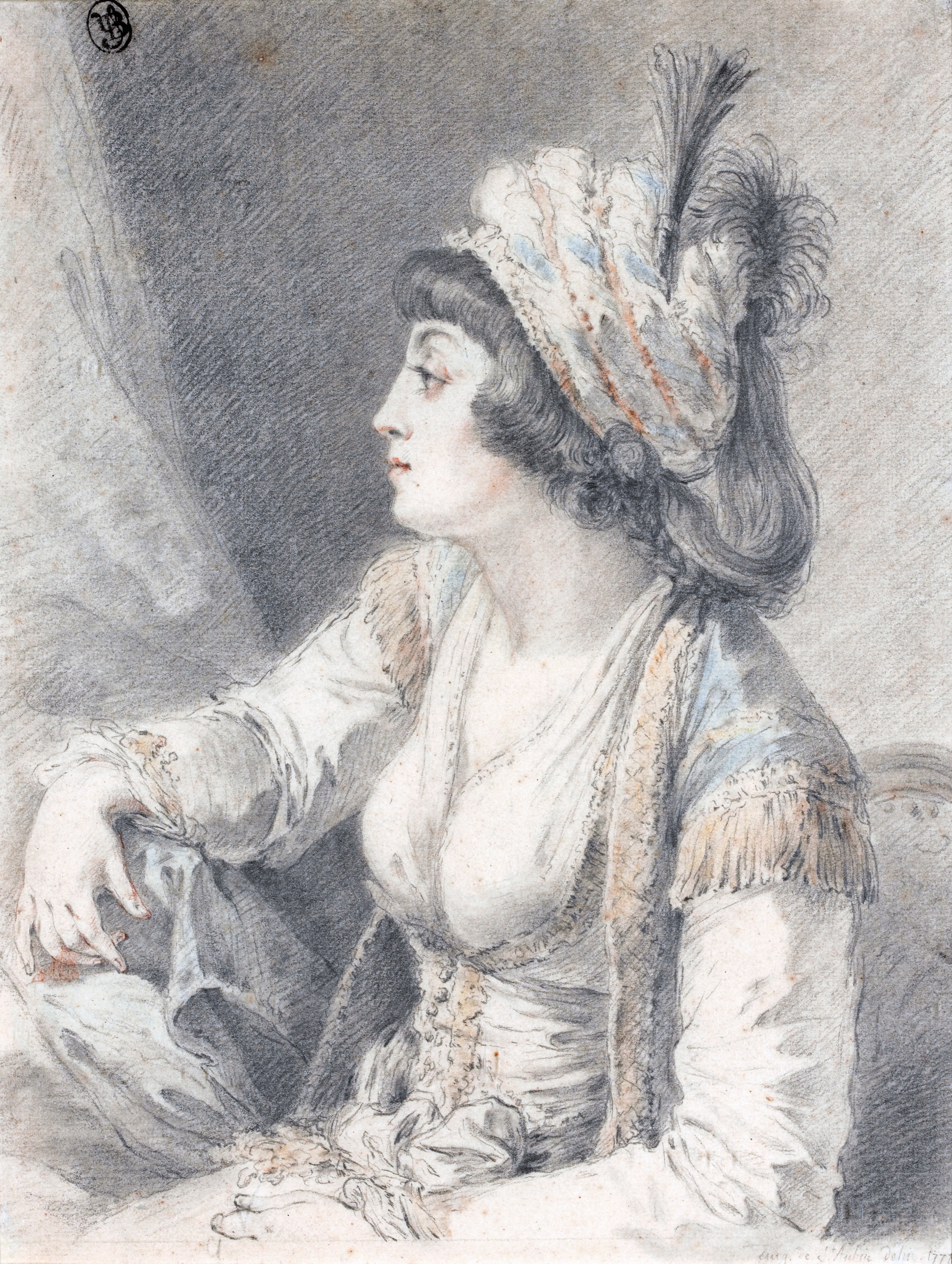
Султанша в турецком наряде. Бумага, итальянский карандаш, пастель. 1777
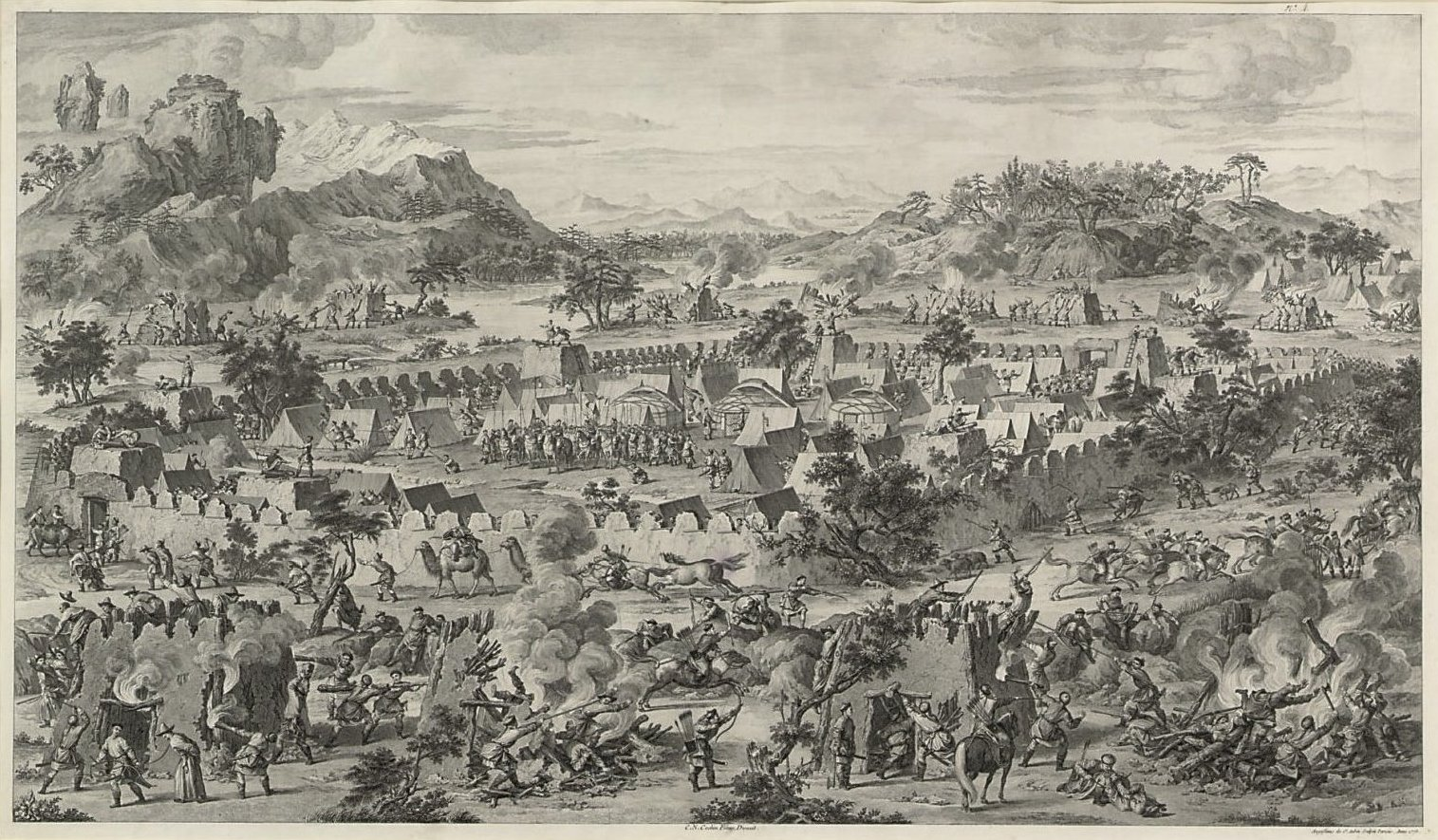
Батальная сцена из серии «Завоевания императора Китая». 1771. Офорт по рисунку Б. Кастильоне
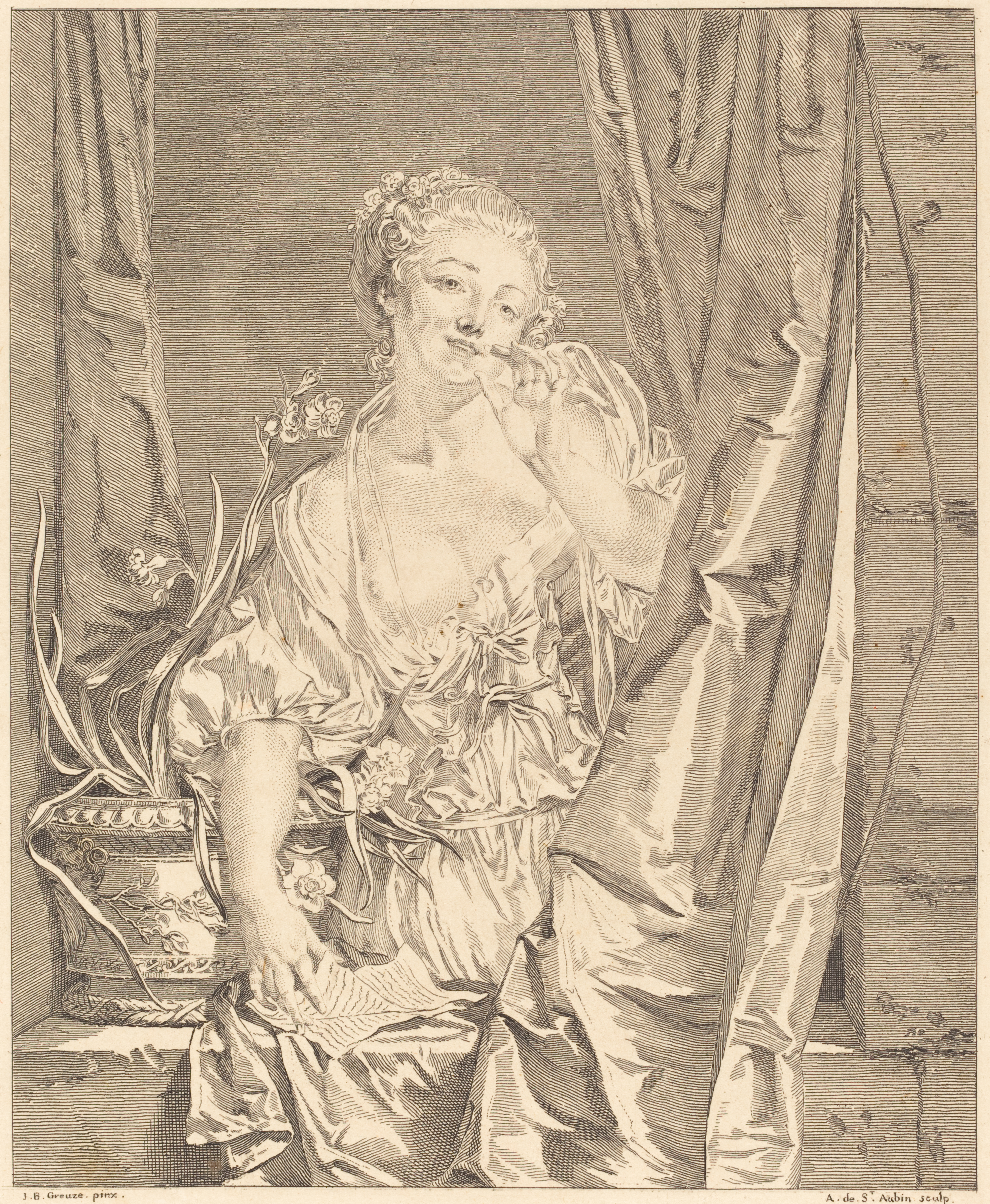
Отправленный поцелуй. По оригиналу Ж.-Б. Грёза. 1771. Офорт, резец